# Алекс Силва
Алекс Сандро да Силва (порт. Alex Sandro da Silva; 10 марта 1985, Ампару, штат Сан-Паулу) — бразильский футболист, защитник.

## Биография
Алекс Силва наиболее известен по выступлениям в середине 2000-х годов за «Сан-Паулу». В 2007 году выступал за сборную Бразилии. Бронзовый призёр Олимпийских игр 2008 года, победитель Кубка Америки 2007 года.
В конце 2000-х годов пробовал силы в немецком «Гамбурге». В 2011 году перешёл во «Фламенго» и постепенно спортивные результаты игрока пошли на убыль. В 2011—2013 годах сыграл лишь в 27 матчах за три команды — собственно, «Фламенго», одну игру за «Крузейро» в 2012 году, куда отдавался в аренду, а также 4 матча в Серии B за «Боа», куда перешёл в 2013 году.
Алекс Силва — младший брат защитника «Бенфики» и сборной Бразилии Луизао.

## Титулы и достижения
- Чемпион Бразилии (2): 2006, 2007
- Чемпион штата Баия (3): 2003, 2004, 2005
- Победитель Кубка Америки (1): 2007
- Бронзовый призёр Олимпийских игр (1): 2008
- В символической сборной чемпионата Бразилии (1): 2010